# Jimmy Murakami
Teruaki "Jimmy" Murakami (村上輝明　Murakami Teruaki), född 5 juni 1933 i San Jose, Kalifornien, död 16 februari 2014 i Dublin, Irland, var en amerikansk animatör och filmregissör med långvarig karriär i många länder. Bland hans mest kända verk finns filmversioner av Raymond Briggs böcker Tryggare kan ingen vara och Snögubben. Han bildade Murakami-Wolf Films med Fred Wolf.
Som barn var Murakami och hans familj internerad tillsammans med andra japansk-amerikaner i Tule Lake War Relocation Center i norra Kalifornien.
Murakami nominerades till en Oscar i kategorin bästa animerade kortfilm för The Magic Pear Tree (1968). Han regisserade också musikvideon till "King of the Mountain", en singel från Kate Bushs album Aerial. 
Jimmy Murakami var 2010 med och gjorde en dokumentärfilm av irländske regissören Sé Merry Doyle, vilken producerades av Martina Durac och Vanessa Gildea från Loopline Films. Jimmy Murakami - Non Alien hade premiär i Dublin under 2010 års upplaga av IFI:s Stranger than Fiction Film Festival.

## Filmografi
- Von Richthofen and Brown (1971), sidoproducent
- Humanoids from the Deep (1980), regissör (ej angiven)
- Battle Beyond the Stars (1980), regissör
- Snögubben (1982), huvudregissör
- Tryggare kan ingen vara (1986), regissör
- The Chronicles of Narnia (1988–1990), animeringschef
- The Story Keepers (1995–1998), huvudregissör
- Christmas Carol: The Movie (2001), regissör